# Aporodesmus weberi
Aporodesmus weberi är en mångfotingart som beskrevs av Pocock. Aporodesmus weberi ingår i släktet Aporodesmus och familjen Cryptodesmidae. Inga underarter finns listade i Catalogue of Life.